# Jean-Jacques Boisard
Pour les articles homonymes, voir Boisard.
 (septembre 2019).
Si vous disposez d'ouvrages ou d'articles de référence ou si vous connaissez des sites web de qualité traitant du thème abordé ici, merci de compléter l'article en donnant les références utiles à sa vérifiabilité et en les liant à la section « Notes et références ».
Jean-Jacques François Marin Boisard, né le 4 juin 1744 à Caen où il est mort le 10 octobre 1833, est un fabuliste français.

## Biographie
Jean-Jacques Boisard était secrétaire de l’intendance de Normandie depuis 1768 lorsqu’il fut nommé secrétaire du conseil des Finances du comte de Provence en 1768, puis secrétaire du sceau et de la chancellerie du comte de Provence de 1778 jusqu’à 1790. Après quelques années passées à Paris où ses opinions antirévolutionnaires ne lui valurent que des problèmes, il retourna dans sa ville natale et tomba dans l’oubli.
Il commence, en 1764, à publier dans le Mercure des fables, attirent l’attention des critiques. Voltaire en parle avec éloge dans sa correspondance privée avec Diderot tandis que Grimm les trouve naturelles, naïves et variées. Hoefer le place sur la même ligne que Florian et fort au-dessus de La Motte. Auteur de huit recueils de 1 001 fables publiés de 1773 à 1805, Boisard est le plus fécond des fabulistes français.
Il a publié : Fables nouvelles (Paris, 1773, in-8°), recueil réédité, avec des additions (Ibid., 1777, 2 vol. in-8°) ; Fables, en dix livres (Caen, 1803, in-8°) ; Fables et œuvres diverses (Ibid., 1804, in-12); Nouveau recueil de fables (Ibid., 1805, in-12) ; enfin, Mille et une fables (Ibid., in-12), réimpression de ses premiers recueils.
Il dit lui-même dans une préface :
J’écris beaucoup et mon salaire est mince,

Il se réduit à rien; les muses de province

Ne font pas fortune à Paris.
On a encore de lui une Ode sur le déluge, couronnée par l’Académie de Rouen (1790, in-8°). À l’avènement de Louis XVIII, il refusa la croix d’honneur, qui lui fut offerte.
Jean-Jacques Boisard a été membre de l’Académie des sciences, arts et belles-lettres de Caen. Son neveu était le peintre et fabuliste Jean-François Boisard.

## Œuvres
- Le Déluge universel, 1770
- Fables tomes 1 et 2, 1777